# Carl Friedrich von Teubern
Carl Friedrich Teubern, zuweilen Karl-Friedrich, ab 1734 von Teubern (* 1682 (1681?); † 23. Februar 1754 in Dresden), war kurfürstlich-sächsischer und königlich-polnischer Wachtmeister bei der sächsischen Gardes du Corps, später Oberrechnungsrat, zuletzt Wirklicher Geheimer Kriegsrat und Direktor des General-Kriegskommissariats bei der Kursächsischen Armee.

## Leben und Wirken
Er trat in den Dienst der Wettiner am Hof zu Dresden und stieg bis zum Geheimen Kriegsrat auf. Als solcher wurde er für seine Verdienste am 14. Dezember 1734 von Kaiser Karl VI. in den Reichsadelsstand erhoben. Seit 1744 war er Gutsherr in Medingen bei Königsbrück.
Am 27. Dezember 1719 war Teubern mit Johanna-Eleonore von Geyer verheiratet und hatte mit ihr zwölf Kinder. 
Sein Enkel Carl Heinrich Ferdinand von Teubern, Sohn der Louise Charlotte Auguste von Saul und des jüngsten Sohnes Hans Ernst von Teubern, wurde von Kaiser Franz II. am 8. April 1806 zum Freiherren ernannt.